# Зангезур (футбольный клуб)
«Зангезу́р» (арм. Ֆուտբոլային Ակումբ „Զանգեզուր“ Գորիս) — армянский футбольный клуб из города Горис. Основан в 1982 году.

## История
Первый сезон в независимом армянском чемпионате клуб начал в 1993 году в Первой лиге, где сразу занял первое место в своей группе и получил право выступать в высшем дивизионе страны. В последующие четыре сезона «Зангезур» был бессменным участником игр Премьер-лиги. В сезоне 1996/97, команда заняла 11-е, предпоследнее место и должна была опуститься в первую лигу, но вместо этого клуб потерял профессиональный статус и был расформирован в 1997 году.

## Достижения
- Бронзовый призёр Чемпионата Армении (1) : 1995

## Главные тренеры
- А. Аракелян (1991)[1]
- Вреж Давтян (1994)
- Сейран Петросян (1995—1996)
- Феликс Веранян (? — октябрь 1996)
- Сейран Галстян (октябрь 1996 — июнь 1997)